# تنگه رود دونایتس
تنگه رود دونایتس (لهستانی: Przełom Dunajca؛ 
(به اسلواکی: Prielom Dunajca)؛ (به آلمانی: Dohnst-Schlucht)) در لهستان از جنوب رشته‌کوه پینی و در اسلواکی از شمال در رود دونایتس واقع شده‌است. این مکان در فهرست آزمایشی یونسکوی لهستان قرار دارد.